# Кулаки (Браславский район)
Кулаки (бел. Кулакі) — упразднённый населённый пункт в Браславском районе Витебской области Беларуси.

## География
Урочище находится в западной части Витебской области, на восточном берегу озера Незвядка, к северу от автодороги Н-2103, на расстоянии приблизительно 18 километров (по прямой) к юго-востоку от города Браслав, административного центра района.

## История
По состоянию на 1905 год, в посёлке проживало 17 человек (8 мужчин и 9 женщин). В административном отношении входил в состав Иодской волости Дисненского уезда Виленской губернии.
В 1921 году застенок входил в состав гмины Йоды Дисенского повета Виленского воеводства Второй Польской республики. Числилось 22 жителя (10 мужчин и 12 женщин), проживавших в 3 домах. В этническом составе населения того периода поляки составляли 100 %. В конфессиональном составе населения преобладали католики (100 %).